# Tradition
För andra betydelser, se Tradition (olika betydelser).
En tradition avser en sedvänja, tro, värdering, synsätt, berättelse, institution, föremål eller ett beteende som överförs mellan generationer inom en kultur, ett samhälle eller en grupp. Tradition är ett latinskt ord i betydelsen "överlämnande" och det som lämnas vidare är det kulturella och sociala arvet. Förkortningen trad. för traditionell istället för namn på författare eller kompositör anger att text eller musik är av okänd upphovsman och nedtecknad ur den folkliga traditionen.
Traditioner bidrar till att forma och upprätthålla sociala strukturer och gemenskaper, och de bidrar till att forma individers identitet och världsuppfattning. Samtidigt kan traditioner också vara föremål för diskussion och konflikter, särskilt när de står i konflikt med moderna värderingar som jämlikhet, mänskliga rättigheter eller i konflikt med vetenskap.

## Religion
Inom kristet språkbruk, särskilt katolskt språkbruk, syftar det främst på kyrkans lära utöver Bibeln, som överförs från generation till generation av "heliga" (med hänvisning till Judasbrevet vers 3), och nedtecknats exempelvis i Den apostoliska traditionen, ett dokument som inte accepteras inom protestantiska riktningar. Uttrycket "enligt traditionen" eller "enligt katolsk berättartradition" avser uppgifter i Nya testamentets apokryfer. I kristen tradition ingår även i olika ritualer, seder och bruk inom kyrkan, protestantisk såväl som katolsk, som på samma sätt traderas vidare.

## Kultur
Traditioner betecknar även vardagliga normer, liksom gamla sedvänjor, som återupprepas i en sluten gemenskap eller i ett öppet samhälle. Dessa värderingar förs vidare genom släktleden och samhällsskikten. De flesta traditioner har en tendens att med tiden förändras, som en följd av att nya kunskaper och insikter tillfogas. En blandning sker ständigt mellan gamla och nya idéer, kontentan som återstår bildar nya traditioner.
Exempel på svenska, årligt återkommande traditioner är jul- och midsommarfirandet. Julen har liksom valborgsmässoafton en fornnordisk bakgrund, som modifierats och blandats upp med kristendom och helgonkult. Att fira arbetarklassens kampdag den första maj, är däremot ett exempel på en sentida och renodlat sekulär tradition.